# 王少杰 (推理小說家)
王少杰，台灣推理小說家，基隆人，台灣推理作家協會成員，第13屆台灣推理作家協會徵文獎首獎得主。

## 創作風格
王少杰認為偵探在推理小說中追尋的「真相」，大致上是由「兇手身份」、「犯案手法」、「犯案動機」三者揉合而成，而他對於著重在動機上的故事情有獨鍾，以往讀過的推理小說，能讓他在結尾感受到最大的震撼、甚至知道結局後一讀再讀的，也多屬此類的作品。因此王少杰的作品常為了將「動機」在真相中的比例調高，而在人物關係及各式情感上多加著墨。

## 作品

### 長篇小說
- 團圓（2021，尖端出版）

### 短篇小說
- 聽海的聲音：2015年第13屆台灣推理作家協會徵文獎首獎作品，收錄於《寂寞球體：台灣推理作家協會第十三屆徵文獎作品集》
- 放你在心裡（收錄於《故事的那時此刻》，2022，博識圖書）[2]

### 短篇連作集
- 春天的幻影（2022，尖端出版）
  - 永夜
  - 回家的路
  - 沉默的自由
  - 同鄉人
  - 異鄉人

### 劇本
- 餘燼：獲2012年文化部優良電影劇本徵選佳作獎

## 外部連結
- 台灣推理作家協會官方網站：王少杰 （页面存档备份，存于）